# Ferrari F2012
La Ferrari F2012 (numero di progetto 663) è la cinquantottesima monoposto costruita dalla casa automobilistica Ferrari per partecipare al campionato mondiale di Formula 1 2012.
Presentata il 3 febbraio 2012 tramite il sito web ufficiale della scuderia, la F2012 sostituisce la 150º Italia, la quale aveva disputato la stagione 2011. Il progetto non si pone come un'evoluzione del modello precedente ma è stato realizzato partendo da zero, e presenta diversi elementi innovativi che hanno reso particolarmente ardua la fase di progettazione nonché il superamento dei crash test laterali.
La vettura è affidata (come l'anno precedente) a Fernando Alonso e Felipe Massa; i collaudatori sono Giancarlo Fisichella, Marc Gené e Davide Rigon, sebbene a quest'ultimo spetti ufficialmente soltanto lo sviluppo del simulatore. Con la F2012, la Scuderia Ferrari si è classificata al secondo posto nel campionato costruttori con 400 punti, alle spalle della vincitrice Red Bull; per quanto riguarda il campionato piloti, Alonso si è anche lui piazzato secondo nella graduatoria con 278 punti, dietro al campione del mondo Sebastian Vettel, mentre l'altro ferrarista Massa ha chiuso la stagione in settima posizione.

## Presentazione
Contrariamente alla tradizione, la presentazione della F2012 è avvenuta il 3 febbraio 2012 via web alla presenza dei piloti e dei vertici della scuderia, conformandosi così al costume delle altre scuderie che già da qualche anno utilizzavano la rete per presentare le proprie vetture. Tuttavia l'utilizzo della rete è stato un ripiego, in quanto la classica presentazione davanti ai giornalisti è stata annullata in seguito alla straordinaria ondata di maltempo che ha colpito l'Italia nelle prime settimane del 2012. Anche il classico shakedown sulla pista di Fiorano è stato annullato a causa della massiccia presenza di neve sulla pista.

### Livrea e sponsor
La vettura presenta la classica colorazione rossa con inserti bianchi, dovuti allo sponsor Santander. Sul cofano motore è collocato il logo della Scuderia Ferrari, mentre sull'alettone ci sono i loghi delle aziende AMD e Kaspersky.

## Sviluppo

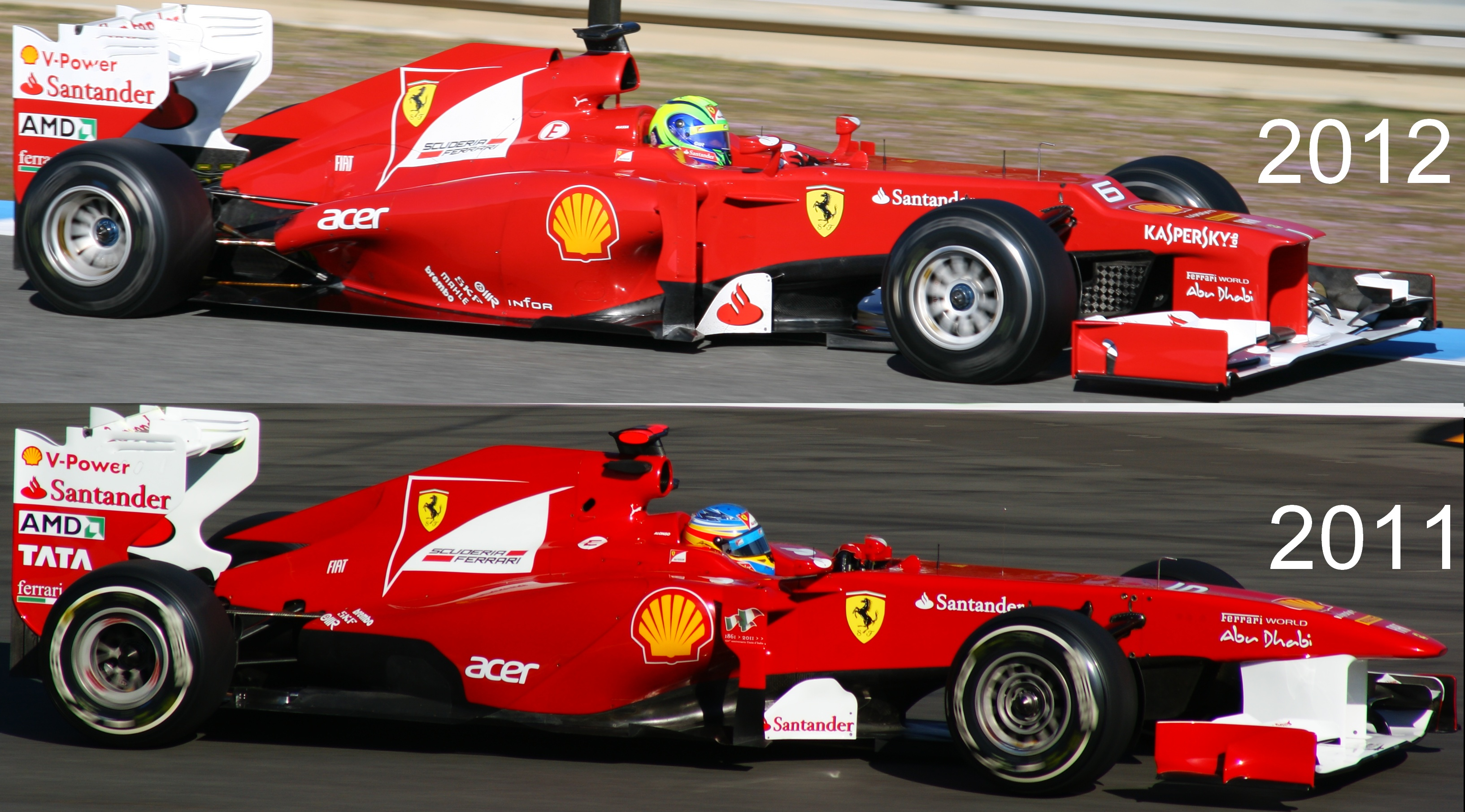
La F2012 a confronto con la precedente 150º Italia del 2011.

Contrariamente agli ultimi anni, la nuova monoposto di Maranello non si presenta come un'evoluzione del modello che l'ha preceduta, in questo caso la 150º Italia, ma è una vettura completamente nuova. Naturalmente la sua progettazione ha seguito le nuove direttive regolamentari per la stagione 2012 come l'abolizione degli scarichi che soffiano sul diffusore, la modifica ai test di rigidità per l'omologazione dell'alettone anteriore e alla massima altezza da terra consentita del musetto.
La progettazione e lo sviluppo della nuova F2012 sono stati portati avanti sotto la direzione tecnica di Pat Fry che si è avvalso della collaborazione, oltre che di Nicholas Tombazis, di diversi nuovi tecnici di secondo piano arrivati durante l'inverno onde cercare di risolvere alla base i problemi di aerodinamica che hanno afflitto le monoposto delle stagioni precedenti.
Nel complesso la F2012 si è rivelata una vettura complicata e di non facile interpretazione, sia dal punto di vista della guida che degli assetti, proprio a causa del fatto di rappresentare un taglio netto col passato. Infatti prima di poter sfruttare a pieno tutto il potenziale della vettura, alla Scuderia hanno dovuto aspettare diverse gare per capire in quale direzione indirizzare lo sviluppo che già dopo i primi test invernali sembrava aver preso la strada sbagliata rispetto a McLaren, Red Bull e Lotus. Infatti nelle prime gare entrambi i piloti lamentavano difficoltà nell'inserimento in curva e mancanza di trazione, non tanto dovuta alle gomme ma alla mancanza di carico. Infatti, come nel 2011, la F2012 riusciva a dare il meglio di sé in piste con curve lente dove conta la trazione meccanica, ma aveva difficoltà in piste con curve di media percorrenza dove l'aerodinamica prevale sulla meccanica. Anche il comportamento con le gomme, che inizialmente entravano subito in temperatura ma si consumavano troppo presto, è stato lentamente migliorato fino a raggiungere un buon livello. Un altro dei problemi che ha perseguitato la F2012 per quasi l'intera stagione è stata la cronica carenza di velocità massima causata per lo più da un non perfetto studio dei flussi interni.

### Aerodinamica

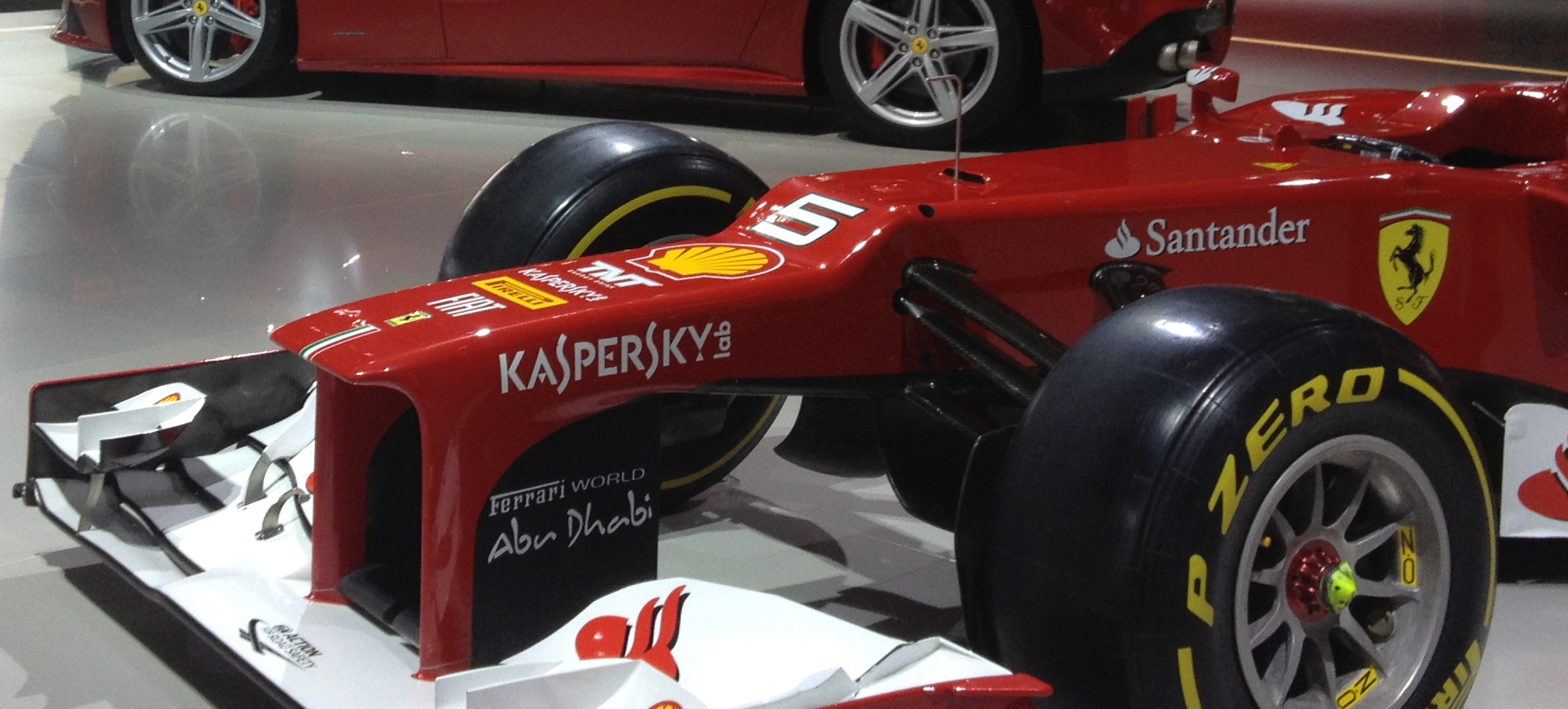
Primo piano dello "scalino" presente sul muso, conseguenza delle nuove direttive per la stagione 2012 circa la progettazione delle monoposto.

Dal punto di vista aerodinamico la F2012 presenta diverse novità ed elementi innovativi che la distinguono dalla concorrenza. Sicuramente il primo elemento caratteristico che balza all'occhio è la presenza dell'antiestetica gobba anteriore introdotta per la necessità di abbassare il musetto. La F2012 è una delle monoposto (insieme a Sauber C31 e Williams FW34) ad aver interpretato il regolamento con una soluzione piuttosto netta: scocca e relativo scalino sono piatti, con angoli netti, senza alcuna modellatura. In questo modo si può mantenere un grande spazio per i flussi d'aria al di sotto della scocca. Per indirizzare al meglio tali flussi sono stati allungati verso l'intero i piloni che sostengono l'ala anteriore e introdotti dei deflettori sotto il musetto che, dopo i test al Mugello di maggio, sono stati spostati più indietro e fissati al telaio.
Un'altra caratteristica della F2012 sarebbe dovuta essere l'ala anteriore flessibile provata nelle ultime gare del 2011, ma una modifica ai criteri di rigidità per l'omologazione degli alettoni ha in parte vanificato questo aspetto costringendo a scegliere un compromesso.

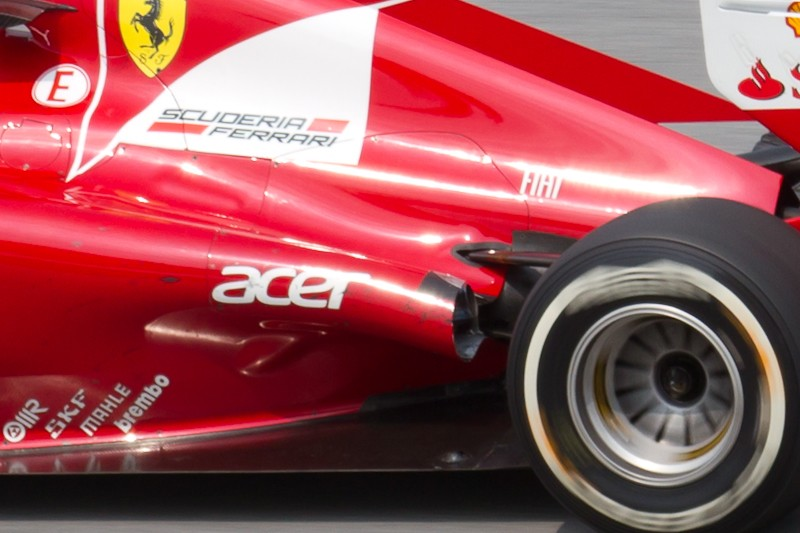
La configurazione degli scarichi mantenuta nelle prime gare del campionato 2012.

Ma gli interventi più corposi si sono avuti nella zona del cambio onde migliorare la qualità dei flussi sul diffusore. Il cambio stesso infatti è stato ridotto negli ingombri e le pance allungate e rastremate grazie all'adozione di nuovi radiatori. L'adozione della sospensione pull-rod ha permesso di contenere ulteriormente gli ingombri. Anche gli scarichi sono nuovi ma posizionati in modo da avere ancora un po' di quell'effetto soffiaggio perso a causa del nuovo regolamento. Infatti erano stati collocati in due "orecchie" alle estremità della carrozzeria e orientati in modo da indirizzare il flusso dei gas di scarico alle estremità del diffusore e siglillarlo sul flusso d'aria passante sotto la vettura. Tuttavia questa soluzione, adottata anche dalla McLaren, è stata abbandonata dopo i primi test invernali in quanto i gas di scarico arrivavano a surriscaldare gli pneumatici degradandoli anzitempo. Per la prima gara del 2012 si è deciso quindi di adottare una soluzione più conservativa, stile Lotus e Mercedes, con gli scarichi collocati all'interno e indirizzati verso l'ala posteriore. Questa configurazione però era vistosamente posticcia in quanto non erano stati eliminati gli alloggiamenti degli scarichi originali alle estremità della carrozzaria che rimanevano così inutilizzati. Questa soluzione è stata conservata fino ai test del Mugello dove finalmente si è vista una carrozzeria meglio profilata sui nuovi scarichi e un nuovo diffusore, più incurvato e con una piccola nervatura sul profilo superiore esterno, che sarebbe stato utilizzato nel successivo Gran Premio di Spagna. Tuttavia i tecnici di Maranello non avevano rinunciato alla soluzione originale che, dopo esser stata provata sempre al Mugello, è riapparsa per la prima volta in gara a Montreal dove la F2012 ha presentato le prime importanti evoluzioni. La sostanziale differenza rispetto agli scarichi visti alla presentazione della vettura stava nella rinuncia alle vistose "orecchie" per annegare gli scarichi nella carrozzeria.
Inoltre, per riuscire a sfruttare al meglio i nuovi scarichi, sono state ridisegnate le paratie laterali dell'alettone posteriore che adesso offre meno resistenza all'avanzamento e garantisce una migliore velocità di punta.
Altri elementi caratteristici della F2012 sono i deflettori laterali, che nel corso della stagione hanno cambiato più volte forma, in cui sono state inglobate le strutture anti urto del telaio. Al lavoro di sviluppo non si sono nemmeno risparmiate le prese d'aria dei freni conformate in modo tale da ripulire il flusso d'aria nella zona delle ruote anteriori.

### Telaio e sospensioni

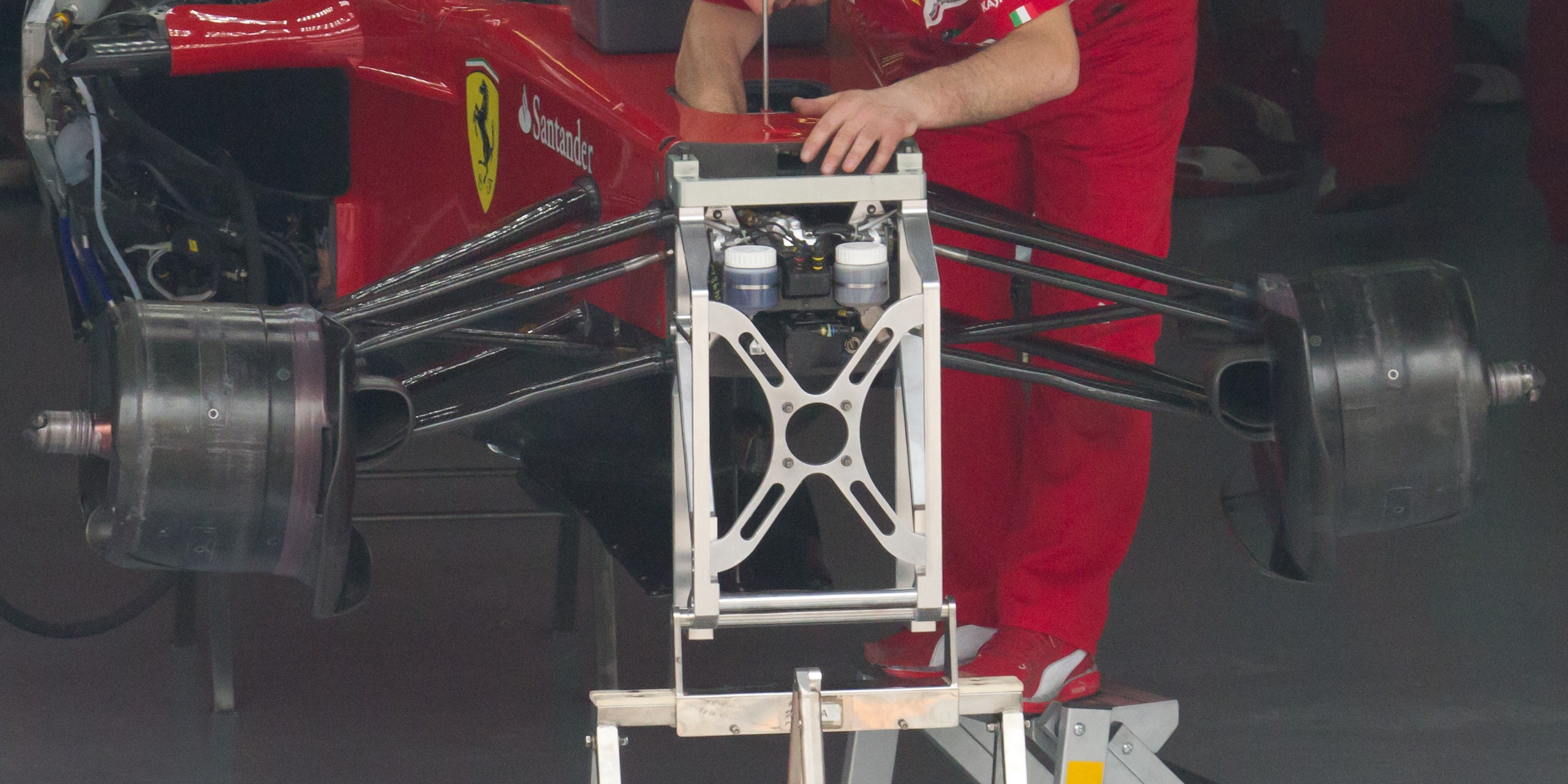
Le sospensioni anteriori della F2012, fotografate al Gran Premio della Malesia 2012.

Le altre novità riguardavano il passaggio alle sospensioni pull-rod non solo al posteriore come tutte le altre squadre, ma anche all'anteriore con una configurazione estrema: il puntone lavora con un angolo ridottissimo, più per motivi aerodinamici che meccanici. Soluzione resa possibile con l'innalzamento dei triangoli inferiori, ancorati alla scocca quasi all'altezza del centro ruota. È la prima volta dal 2001 che si vede una sospensione a pull-rod anteriore su una F1. L'adozione del pull-rod anteriore ha avuto come conseguenza l'intera riprogettazione del telaio per alloggiare i nuovi attacchi della sospensione e in alcune occasioni c'è chi ha sostenuto che proprio la presenza di questa nuova sospensione fosse una delle cause dei problemi di inserimento in curva della F2012 spesso lamentati da entrambi i piloti.

### Motore
Essendo stato stabilito da regolamento il blocco dello sviluppo dei motori a partire dal 2006, il propulsore della F2012 è l'ormai collaudatissimo V8 Tipo 056 a 90° montato per la prima volta sulla 248 F1. Il lavoro dei motoristi si è per questo concentrato sull'ottimizzazione dei consumi e sull'affidabilità.
Nel 2012 è venuta anche a mancare la discussione riguardo agli scarichi soffiati che aveva caratterizzato tutto il 2011. Infatti la Federazione ha deciso di vietare l'uso di mappature che permettessero di utilizzare i gas di scarico come un componente aerodinamico soffiando sul diffusore anche in rilascio ad acceleratore chiuso. La Federazione ha anche imposto severe limitazioni sul posizionamento degli scarichi. Tuttavia questo non è bastato per evitare che tutte le squadre cercassero di sfruttare ancora in qualche modo i gas di scarico per generare carico aerodinamico. La sostanziale differenza a livello di motore tra le due configurazioni di scarichi è una potenza leggermente inferiore per la configurazione introdotta a Montréal.

#### Trasmissione
La trasmissione della F2012 si è rivelata una delle migliori nel corso della stagione. Il cambio, interamente realizzato in carbonio e con tempi di cambiata minimi, è stato infatti interamente riprogettato rispetto al 2011 e si presenta come lungo e stretto per cercare di ottenere una parte finale delle pance il più possibile rastremata. La trasmissione si è rivelata anche uno dei punti di forza della vettura nelle partenze da fermo.

#### KERS
Rispetto al 2011 il KERS rimane sostanzialmente invariato e, come per la 150º Italia, si trova in un vano ricavato nel serbatoio. Per quanto riguarda le prestazioni sono quelle imposte dalla FIA già a partire dal 2009: 400 kilojoule di energia utilizzabile che equivalgono a circa 60 kilowatt (82 CV) di potenza per un periodo massimo di 6,7 secondi al giro.

## Scheda tecnica
- Peso: 640 Kg min. (compresi pilota, acqua e olio)
- Telaio: monoscocca a nido d'ape in fibre di carbonio e materiali compositi
- Trazione: posteriore
- Cambio: longitudinale Ferrari, 7 marce + retromarcia con comando semiautomatico elettronico sequenziale a controllo elettronico, con cambiata veloce
- Differenziale: autobloccante
- Freni: a disco Brembo, autoventilanti in carbonio
- Motore: 056
  - Num. cilindri e disposizione: 8 a V 90º
  - Cilindrata: 2398 cm³
  - Alesaggio: 98 mm
  - Corsa: 39,74 mm
  - Valvole: 32
  - Olio: Shell Helix Ultra
  - Benzina: Shell V-Power ULG-66L/2
  - Peso: >95 kg
  - Alimentazione: iniezione elettronica
  - Accensione: elettronica
- Sospensioni: indipendenti a tirante, molla di torsione anteriore/posteriore
- Pneumatici: Pirelli
- Cerchi: 13"OZ

## Carriera agonistica

### Stagione 2012

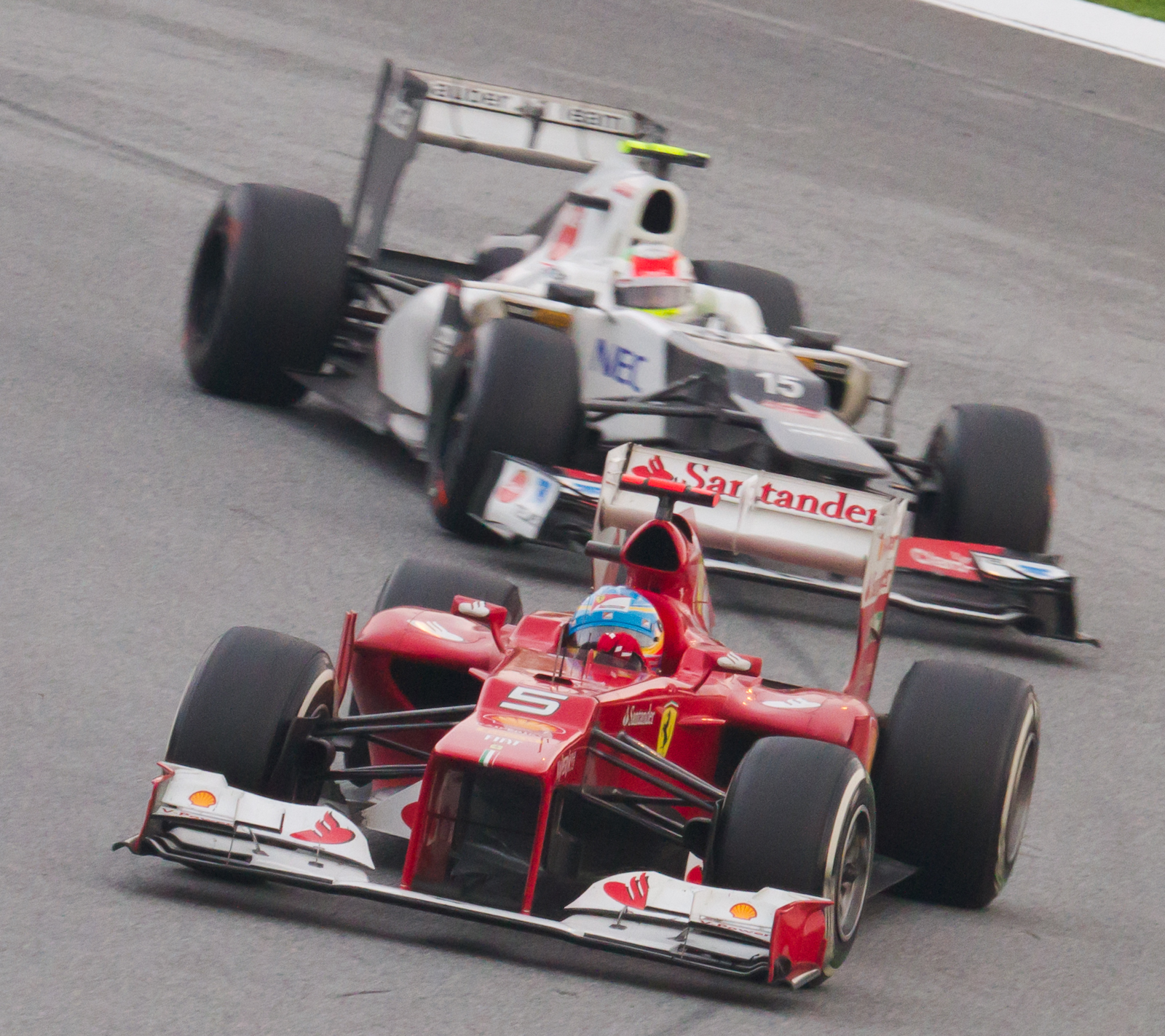
La F2012 di Fernando Alonso davanti alla Sauber di Pérez durante il vittorioso appuntamento di Sepang

In una prima parte di campionato molto caotica, all'esordio stagionale in Australia i piloti Ferrari non riescono a qualificarsi tra i primi dieci; a fine gara Fernando Alonso è quinto, mentre Felipe Massa è costretto al ritiro in seguito a una collisione con la Williams del connazionale Senna. La F2012 di Alonso ottiene la prima vittoria al Gran Premio della Malesia, precedendo sul traguardo la Sauber (anch'essa motorizzata Ferrari) del messicano Pérez; in una gara interrotta a pochi giri dal via da un violento temporale, e ripartita in regime di safety car, Massa termina al quindicesimo posto. A Shanghai è ancora lo spagnolo a ottenere il miglior piazzamento del team, chiudendo in nona posizione, mentre è necessario attendere il Gran Premio del Bahrein per vedere, per la prima volta nella stagione, entrambe le Ferrari in zona punti, rispettivamente settima e nona con Alonso e Massa.
La monoposto italiana rialza la testa in Spagna, dove Alonso finisce in seconda posizione alle spalle della Williams del venezuelano Maldonado; l'asturiano conquista nell'occasione la vetta della classifica piloti in coabitazione col campione in carica, il tedesco Vettel della Red Bull. Il pilota della rossa si conferma sulle strade di Monaco terminando la gara al terzo posto, col compagno di squadra brasiliano poco dietro al sesto posto. Al Gran Premio del Canada c'è invece un passo indietro della F2012, con lo spagnolo che, dopo aver condotto la gara per parecchi giri, deve accontentarsi della quinta piazza a causa d'un elevato degrado delle gomme, mentre Massa finisce cinque posizioni indietro.

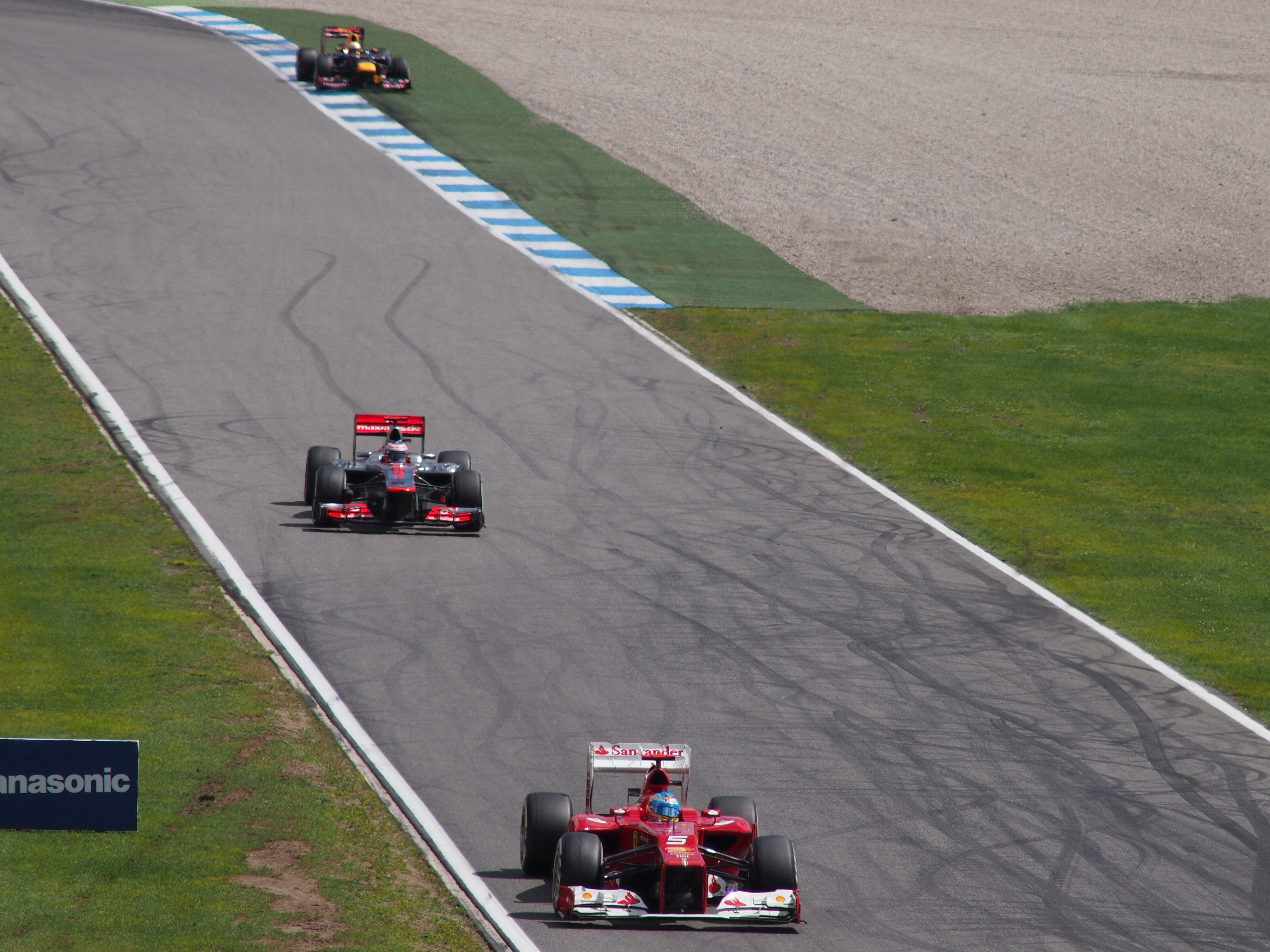
Alonso precede la McLaren di Button e la Red Bull di Vettel sull'asfalto di Hockenheim, dove con la sua Ferrari ottiene pole position e successo finale.

Alonso si riscatta in patria a Valencia, dove raggiunge il gradino più alto del podio dopo una rimonta dall'undicesima casella della griglia; chiude poi secondo a Silverstone, e infine trionfa in Germania – l'ultima vittoria stagionale della Scuderia Ferrari –, risultati che lo portano alla testa solitaria del campionato. È invece un periodo difficile per l'altra F2012 di Massa, spesso relegato ai margini della zona punti. Prima della pausa estiva si disputa il Gran Premio d'Ungheria, chiuso dalle monoposto di Alonso e Massa al quinto e nono posto.
La seconda parte del campionato ha inizio a Spa-Francorchamps, gara dove appena dopo il via, un incidente innescato dalla Lotus del francese Grosjean coinvolge l'inglese Hamilton e Alonso, col ferrarista costretto al ritiro ritrovandosi con un'auto estremamente danneggiata nonché una spalla dolorante. Dopo dodici Gran Premi, lo spagnolo è tuttavia ancora il leader della classifica anche se il suo margine su alcuni degli inseguitori inizia ad assottigliarsi sensibilmente. Nell'appuntamento di casa della Ferrari, a Monza, durante le qualifiche l'auto di Alonso viene fermata da un problema alla barra posteriore che lo relega in decima posizione, ma il giorno dopo lo spagnolo riesce a rimontare fino all'ultimo gradino del podio; Massa è subito dietro.

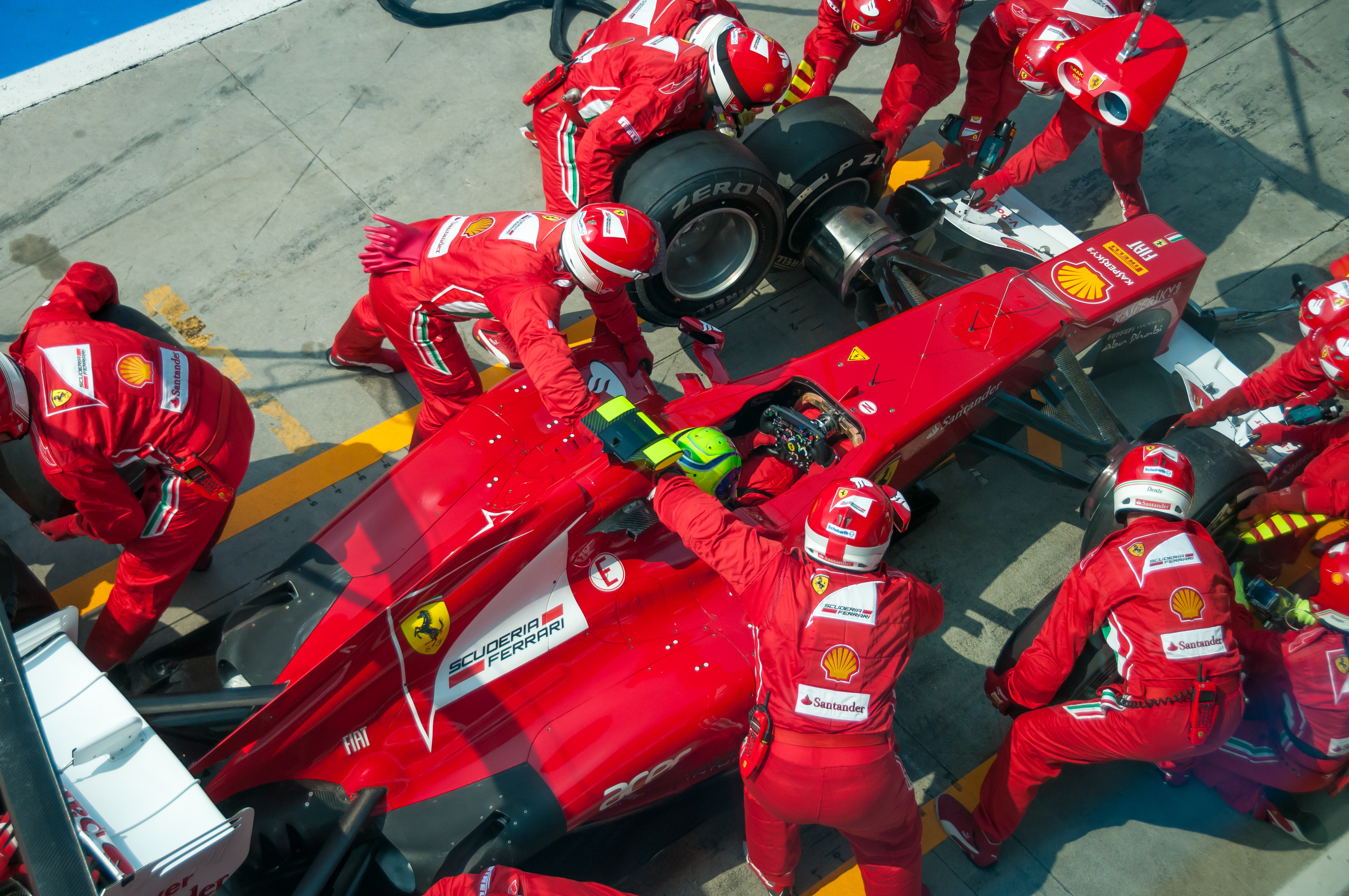
Meccanici all'opera sulla F2012 di Felipe Massa nella pit lane di Monza

Nel Gran Premio di Singapore, che apre la fase conclusiva della stagione, Alonso ottiene ancora un terzo posto, mentre il suo compagno di squadra l'ottavo. A Suzuka lo spagnolo è invece costretto al ritiro già alla prima curva dopo la partenza, in seguito al contatto tra la sua posteriore sinistra e l'ala anteriore della Lotus del finlandese Räikkönen, vedendo così ridursi considerevolmente il suo margine in graduatoria generale da Vettel, vincitore della prova nipponica; Massa torna invece sul podio (da cui mancava dal Gran Premio di Corea 2010), al secondo posto, cogliendo il suo miglior risultato con la F2012 e superando per la seconda volta in stagione il compagno di scuderia.
Le vetture dei due ferraristi chiudono terza e quarta, rispettivamente con l'asturiano e il brasiliano, sul tracciato sudcoreano di Yeongam, mentre in India Alonso è secondo con Massa sesto. Tuttavia, è già avvenuto il sorpasso di Vettel nella classifica piloti; anche a fronte di una F2012 che, pur portando stabilmente i suoi due alfieri sul podio, a differenza della rivale Red Bull non ottiene più vittorie sino al termine dell'anno.

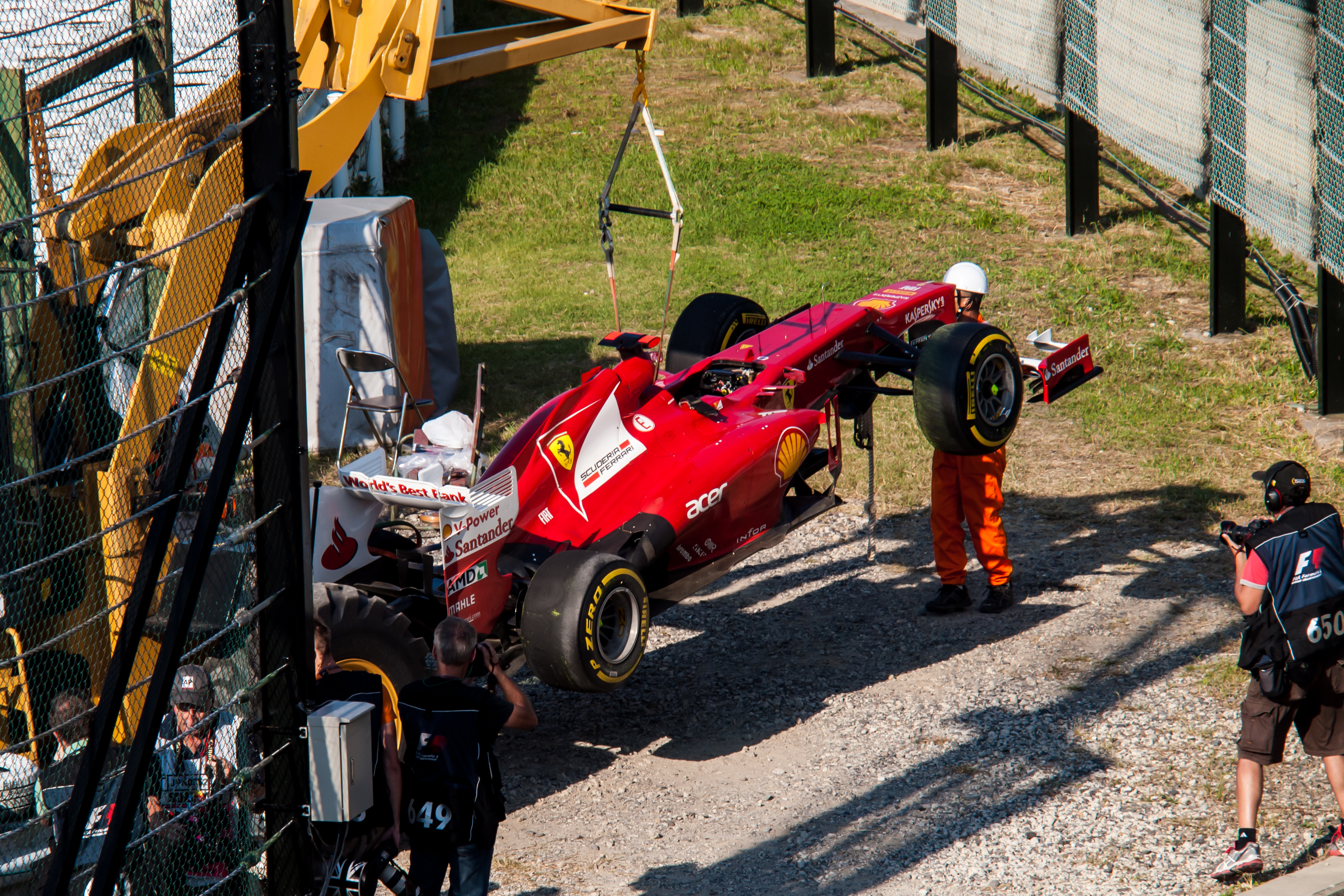
La vettura incidentata di Alonso viene trasportata via subito dopo la partenza, durante la gara di Suzuka.

Arrivati al rush finale del campionato, ad Abu Dhabi Alonso è ancora secondo dietro al vincitore Räikkönen, rosicchiando solo pochi punti a Vettel, terzo e autore di una grande rimonta dal fondo dello schieramento; punti per giunta subito restituiti nel penultimo appuntamento degli Stati Uniti, dove il tedesco e lo spagnolo chiudono a posizioni invertite rispetto alla gara araba. Si arriva così all'ultima gara del campionato, ovvero Interlagos, dove Alonso è staccato da Vettel di 13 punti: in gara lo spagnolo non sfigura e ottiene un nuovo podio giungendo secondo, dietro alla McLaren di Button e davanti al compagno di scuderia Massa, terzo di fronte al pubblico casalingo; alla partenza, Vettel viene toccato da Senna e finisce in coda al gruppo, tuttavia a fine gara riesce a conquistare una sesta posizione che gli garantisce il titolo mondiale a discapito dello spagnolo.
Con la F2012, la Scuderia Ferrari conclude il campionato costruttori al secondo posto, dietro all'angloaustriaca Red Bull. La monoposto italiana conquista tre vittorie e due pole position nell'arco della stagione, tutte appannaggio di un Alonso che termina anch'egli secondo nella classifica piloti; l'altro ferrarista Massa è settimo in graduatoria. Neanche un giro veloce, invece, viene fatto registrare dalla monoposto di Maranello, a dimostrazione di una F2012 affidabile e costante durante tutto il campionato, ma carente in gara dal punto di vista prettamente velocistico.

### Piloti
| Piloti ufficiali   | Piloti ufficiali     | Piloti ufficiali     |
| Nazione            | Nome                 | Numero               |
| ------------------ | -------------------- | -------------------- |
| Spagna (bandiera)  | Fernando Alonso      | 5                    |
| Brasile (bandiera) | Felipe Massa         | 6                    |
| Collaudatori       |                      |                      |
| Nazione            | Nome                 | Nome                 |
| Italia (bandiera)  | Giancarlo Fisichella | Giancarlo Fisichella |
| Spagna (bandiera)  | Marc Gené            | Marc Gené            |
| Italia (bandiera)  | Davide Rigon         | Davide Rigon         |

## Risultati F1
| Anno | Team             | Motore             | Gomme | Piloti |     |    |    |   |    |   |    |    |   |    |   |     |   |   |     |   |   |   |   |   | Punti | Pos. |
| ---- | ---------------- | ------------------ | ----- | ------ | --- | -- | -- | - | -- | - | -- | -- | - | -- | - | --- | - | - | --- | - | - | - | - | - | ----- | ---- |
| 2012 | Scuderia Ferrari | Ferrari 056 2.4 V8 | P     | Alonso | 5   | 1  | 9  | 7 | 2  | 3 | 5  | 1  | 2 | 1  | 5 | Rit | 3 | 3 | Rit | 3 | 2 | 2 | 3 | 2 | 400   | 2º   |
| 2012 | Scuderia Ferrari | Ferrari 056 2.4 V8 | P     | Massa  | Rit | 15 | 13 | 9 | 15 | 6 | 10 | 16 | 4 | 12 | 9 | 5   | 4 | 8 | 2   | 4 | 6 | 7 | 4 | 3 | 400   | 2º   |

| Legenda | 1º posto     | 2º posto | 3º posto    | A punti         | Senza punti/Non class.  | Grassetto – Pole position Corsivo – Giro più veloce |
| Legenda | Squalificato | Ritirato | Non partito | Non qualificato | Solo prove/Terzo pilota | Grassetto – Pole position Corsivo – Giro più veloce |